# Рокі (альбом Brutto)
РОКІ — третій студійний альбом рок-гурту Brutto, виданий 1 травня 2017 року. До альбому увійшло 12 пісень білоруською, українською та російською мовами і кавер на композицію Кім Вайлд «Cambodia».

## Про альбом
Запис альбому відбувався у Білорусі, зведенням та мастерингом займався звукорежисер гурту Андрій Бобровко. Автором чотирьох композицій платівки є український поет Сергій Жадан («Середні віки», «Папяроска», «Саботаж» і «Рокі»); автором пісні «Годзе» є білоруський поет і драматург Янка Купала. На заголовну композицію альбому було представлено музичне відео режисера Ганни Бурячкової, яка також є автором відео на пісню «Середні віки», представленої у жовтні 2016 року. Сергій Міхалок так охарактеризував нову роботу гурту:
|  | Ми записали цей альбом у 2016 році. Ми проґавили старт. Але так навіть веселіше. Адже навіть з поганим стартом можна прийти на фініш першим. BRUTTO йде з Великої Політики (там все ясно) – у Велику Релігію (там все туманно). Sequere Deum (лат. «слідуй за богом»). |

## Список композицій
Тексти і музика всіх пісень — Міхалок Сергій (якщо не зазначено інше).
| #   | Назва                      | Автор                   | Тривалість |
| --- | -------------------------- | ----------------------- | ---------- |
| 1.  | «Рокі»                     | Сергій Жадан            | 4:18       |
| 2.  | «Саботаж»                  | Сергій Жадан            | 3:06       |
| 3.  | «Новый сайгон»             |                         | 2:03       |
| 4.  | «Телевизор»                |                         | 2:40       |
| 5.  | «Золотой петушок»          |                         | 2:56       |
| 6.  | «Cambodia» (укр. Камбоджа) | Марті Уайлд, Рікі Уайлд | 3:21       |
| 7.  | «Реконструктор»            |                         | 3:00       |
| 8.  | «Матрёшка»                 |                         | 3:14       |
| 9.  | «Чёрный обелиск»           |                         | 3:33       |
| 10. | «Папяроска»                | Сергій Жадан            | 4:18       |
| 11. | «Середні віки»             | Сергій Жадан            | 4:30       |
| 12. | «Годзе» (укр. Досить)      | Янка Купала             | 3:36       |